# Homologie cellulaire
En mathématiques et plus précisément en topologie algébrique, l'homologie cellulaire est une théorie de l'homologie des CW-complexes. Elle coïncide avec leur homologie singulière et en fournit un moyen de calcul.

## Définition
Si X est un CW-complexe de n-squelette Xn, les modules d'homologie cellulaire sont définis comme les groupes d'homologie du complexe de chaînes cellulaires
Le groupe
est le groupe abélien libre dont les générateurs sont les n-cellules de X. Pour une telle n-cellule {\displaystyle e_{n}^{\alpha }}, soit {\displaystyle \chi _{n}^{\alpha }:\partial e_{n}^{\alpha }\simeq S^{n-1}\to X_{n-1}} l'application de recollement, et considérons les applications composées
où {\displaystyle e_{n-1}^{\beta }} est une (n – 1)-cellule de X et la seconde application est l'application quotient qui consiste à identifier {\displaystyle X_{n-1}\setminus e_{n-1}^{\beta }} à un point.
L'application bord
est alors donnée par la formule
où {\displaystyle \deg(\chi _{n}^{\alpha \beta })} est le degré de {\displaystyle \chi _{n}^{\alpha \beta }} et la somme est prise sur toutes les (n – 1)-cellules de X, considérées comme les générateurs de {\displaystyle H_{n-1}(X_{n-1},X_{n-2})}.

## Autres propriétés
On voit, d'après le complexe de chaînes cellulaires, que le n-squelette détermine toute l'homologie de dimension inférieure :
Une conséquence importante du point de vue cellulaire est que si un CW-complexe n'a pas de cellules de dimensions consécutives alors tous ses modules d'homologie sont libres. Par exemple, l'espace projectif complexe ℂℙn a une structure cellulaire avec une cellule en chaque dimension paire, donc

## Généralisation
La suite spectrale d'Atiyah-Hirzebruch (en) est la méthode analogue de calcul de l'homologie (ou la cohomologie) d'un CW-complexe, pour une théorie (co-)homologique généralisée arbitraire.

## Caractéristique d'Euler
La caractéristique d'Euler d'un CW-complexe X de dimension n est définie par
où cj est le nombre de j-cellules de X.
C'est un invariant d'homotopie. En fait, elle peut s'exprimer en fonction des nombres de Betti de X :